# 帝王狸藻
帝王狸藻（學名：Utricularia regia）为狸藻屬一年生岩间生食虫植物，为墨西哥格雷羅州南马德雷山脉的特有种。其种加词“regia”来源于拉丁文“regalis”，意为“王”。帝王狸藻生长于岩石间的苔藓中或松林里的卷柏中，海拔分布范围为1650米至1900米。其花期为9月至10月，果期为10月至11月。帝王狸藻类似于欣顿狸藻（U. hintonii）和彼得森狸藻（U. petersoniae），但帝王狸藻具特殊的4裂花冠上唇及独特的颜色。其被发现于2005年，在之后为《格雷罗州植物志》（Flora de Guerrero）进行的植物学考察中又再次采集到了帝王狸藻。2009年，塞尔吉奥·萨穆迪奥（Sergio Zamudio）和玛莎·奥尔韦拉（Martha Olvera）在2009年的《Brittonia》中正式描述了帝王狸藻。他们最先将其归入彼得·泰勒建立的多菱狸藻组（Psyllosperma），之后根据分子系统发生学分析才将其归至叶状狸藻组（Foliosa）下。

## 外部連結
- 食虫植物照片搜寻引擎中帝王狸藻的照片 （页面存档备份，存于）

 维基共享资源上的相關多媒體資源：帝王狸藻
 維基物種上的相關：帝王狸藻